# Cappella Marciana
La Cappella Marciana è la celebre formazione corale e strumentale che presta servizio musicale presso la Basilica Cattedrale Metropolitana di San Marco di Venezia. L'istituzione, nata come cappella musicale del Doge e della Signoria e definita al tempo Cappella Ducale, è sopravvissuta ai mutamenti storici che hanno coinvolto quello che era il fulcro della Repubblica di Venezia, il Palazzo Ducale e la sua chiesa palatina contenente le reliquie di San Marco. Nel periodo ducale, in particolare nei secoli XVI e XVII, la cappella musicale è stata uno dei centri più avanzati di produzione musicale di tutto l'Occidente, maturando nella pratica esecutiva soluzioni uniche e straordinarie. Il succedersi continuo, a partire da Adrian Willaert, di Maestri e Organisti di altissimo spessore (bastino i nomi di Andrea Gabrieli e di Monteverdi) ha reso l'istituzione unica e solidissima, in grado di riversare nel resto d'Europa novità come lo stile concertato, la pratica del doppio coro. 
Caduta la Repubblica e divenuta la Basilica di San Marco sede cattedrale di Venezia, l'antica formazione, formalmente sopravvissuta nella successione tra Bertoni e Furlanetto si ritrovò nominata Cappella Musicale della Basilica Patriarcale di San Marco. Durante l'episcopato del Patriarca Sarto la Cappella tornò in auge come luogo di sperimentazione del movimento ceciliano.
Negli ultimi decenni la Cappella Marciana si impegna a riproporre, nel servizio liturgico che compie in Basilica, il vasto repertorio della sua tradizione. 
Con la Cappella Sistina di Roma risulta oggi il coro liturgico storicamente più importante d'Italia.

## Storia

### Periodo ducale
Attiva fin dal XIV secolo, nel 1403 diventa anche scuola musicale per volontà del Senato veneto, con il compito conferito al maestro di cappella di istruire nel canto anche chierici e seminaristi. Essa è cappella ducale, essendo la basilica marciana la chiesa di palazzo del Doge; il suo nome ufficiale era quello di "Serenissima Cappella Ducale di San Marco". Il Doge era il "vescovo" della terra di San Marco, non nominato dal papa e con il diritto a nominare i vescovi del dogado.
In questo periodo la cappella Marciana fu una tra le istituzioni musicali più importanti del tempo, e divenne il centro propulsore a capo della gloriosa "Scuola Veneziana". Qui nacque il cosiddetto stile policorale, sotto la guida di maestri insigni quali Andrea e Giovanni Gabrieli, Gioseffo Zarlino, Giovanni Legrenzi e Claudio Monteverdi. Alle voci si unirono gli strumenti e lo stile divenne sempre più concertato, tendenza che soprattutto da Venezia si diffuse poi nel resto del mondo cattolico.
Il Settecento confermò il prestigio della formazione, basti pensare che a guidarla furono chiamate personalità del calibro di Antonio Lotti o Baldassarre Galuppi.

### Periodo patriarcale
Con la caduta della Serenissima e lo spostamento della cattedrale a San Marco, la Marciana diventa cappella patriarcale, assumendo l'attuale denominazione, ma la nuova gestione non sempre si dimostra generosa nei confronti di questa antica e gloriosa istituzione: l'orchestra si riduce gradualmente fino a scomparire alla fine del secolo e la cappella viene privata della voci acute.
Nel 1890 viene aggiunta una formazione di voci bianche, riprendendo la tradizione dei primi secoli, per permettere l'esecuzione di antiche musiche cinquecentesche. Fu soppressa nell'anno 1960.
Fecondo, invece, fu il periodo ceciliano, a cavallo tra i due secoli, che vide a Venezia, attorno alla basilica, alcuni tra i maggiori protagonisti di quell'epoca, merito anche del cardinale Giuseppe Sarto (che fu patriarca di Venezia tra il 1893 e il 1903, quando venne eletto papa col nome di Pio X), da sempre sensibile alla musica sacra. In quel periodo tra Direttori e organisti primi e secondi si possono contare personalità assolute quali Giovanni Tebaldini, Lorenzo Perosi, Oreste Ravanello e Matteo Tosi.

### La Cappella oggi
Dal 2000 è Maestro di Cappella Marco Gemmani. Il Primo Organista è Alvise Mason (dal 2021).

## Attività
La Cappella Marciana svolge principalmente il proprio servizio durante le liturgie del Capitolo metropolitano (ogni domenica, alle ore 10) ed ai Pontificali celebrati dal Patriarca di Venezia come pure ai Vespri delle maggiori solennità.
Negli ultimi anni, sotto la guida del Maestro Marco Gemmani, la Cappella Marciana ripropone nelle liturgie le musiche della grande tradizione veneziana tra cui - cosa unica a livello mondiale - il repertorio policorale eseguito nelle originali disposizioni e spazialità per cui i grandi autori - Andrea e Giovanni Gabrieli, Giovanni Croce, Baldassarre Galuppi ed altri - composero.
Accanto al servizio liturgico la cappella musicale svolge anche attività concertistica sia con l'organico completo che con organico ridotto.

## Personalità

### Maestri di Cappella
- Johannes de Quadris
- Pietro de Fossis (1491-1527)
- Adrian Willaert (1527-1563)
- Cipriano de Rore (1563-1565)
- Gioseffo Zarlino (1565-1590)
- Baldassare Donato (1590-1603)
- Giovanni Croce (1605-1609)
- Giulio Cesare Martinengo (1609-1613)
- Claudio Monteverdi (1613-1644)
- Giovanni Rovetta (1644-1668)
- Francesco Cavalli (1668-1676)
- Natale Monferrato (1676-1685)
- Giovanni Legrenzi (1685-1690)
- Giambattista Volpe (1690-1692)
- Gian Domenico Partenio (1692-1702)
- Antonio Biffi (1702-1736)
- Antonio Lotti (1736-1740)
- Antonio Pollarolo (1740-1747)
- Giacomo Giuseppe Saratelli (1747-1762)
- Baldassarre Galuppi (1762-1785)
- Ferdinando Bertoni (1785-1808)
- Bonaventura Furlanetto (1808-1811)
- Giovanni Agostino Perotti (1811-1855)
- Antonio Buzzolla (1855-1871)
- Nicolò Coccon (1871-1894)
- Lorenzo Perosi (1894-1898)
- Pietro Magri (1898-1899)
- Giulio Bas (1899-1900)
- Delfino Thermignon (1900-1921)
- Umberto Ravetta (1921-1926)
- Matteo Tosi (1926-1938)
- Gastone De Zuccoli (1938-1939)
- Luigi Vio (1939-1954)
- Alfredo Bravi (1954-1981)
- Roberto Micconi (1981-2000)
- Marco Gemmani dal 2000

### Primi Organisti
- Zucchetto (1316-1336)
- Francesco da Pesaro (1336-1369)
- Giandomenico Dattolo (1369-1375)
- Andrea da San Silvestro (1375-1379)
- Joannino Tagiapiera (1379-1389)
- Antonio de' Servi (1389-1397)
- Filippo (1397-1406)
- Zuanne (1406-1414)
- Antonio Romano (1414-1419)
- Bernardino (1419-1445)
- Bernardo di Stefano Murer (1445-1459)
- Bartolomeo di Batista de Vielmis (1459-1504)
- Zuan Maria di Marino (1504-1507)
- Dionisio Memmo (1507-1516)
- Giovanni Armonio (1516-1552)
- Annibale Padovano (1552-1566)
- Claudio Merulo (1566-1584)
- Andrea Gabrieli (1584-1585)
- Giovanni Gabrieli (1585-1612)
- Giampaolo Savi (1612-1619)
- Giovanni Battista Grillo (1619-1621)
- Francesco Usper (1621-1623)
- Carlo Filago (1623-1644)
- Massimiliano Neri (1644-1665)
- Francesco Cavalli (1665-1668)
- Giovanni Antonio Gianettini (1668-1669)
- Pietro Andrea Ziani (1669-1670)
- Giambattista Volpe (1678-1690)
- Giacomo Filippo Spada (1690-1706)
- Antonio Lotti (1706-1736)
- Giacomo Giuseppe Saratelli (1736)
- Agostino Bonaventura Coletti (1736-1752)
- Ferdinando Bertoni (1752-1785)
- Giovanni Battista Grazioli (1785-1821)
- Carlo Faggi (1821-1856)
- Nicolò Coccon (1856-1873)
- Giuseppe Manfrini (1873-1875)
- Andrea Girardi (1875-1895)
- Oreste Ravanello (1895-1904)
- Giovanni Pittau (1904-1956)
- Carmelo Pavan (1956-1975)
- Roberto Micconi (1975-2016)
- Pierpaolo Turetta (2016-2021)
- Alvise Mason dal 2021

## Galleria d'immagini

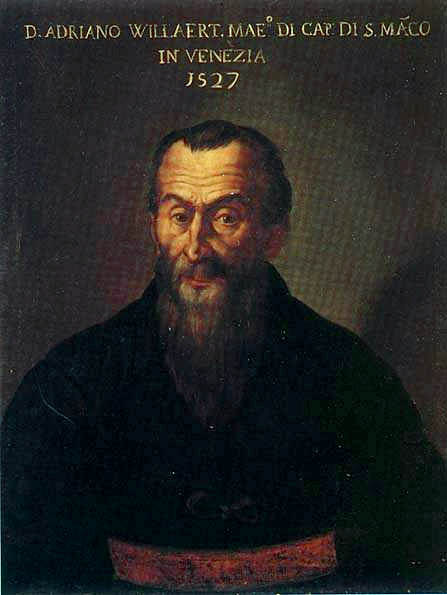
Adrian Willaert
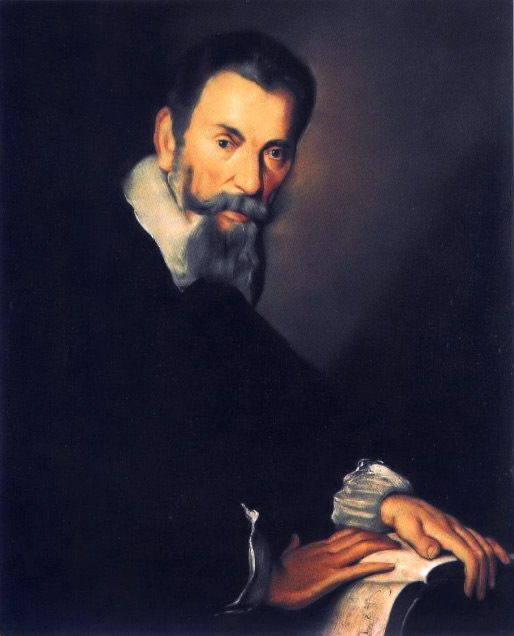
Claudio Monteverdi
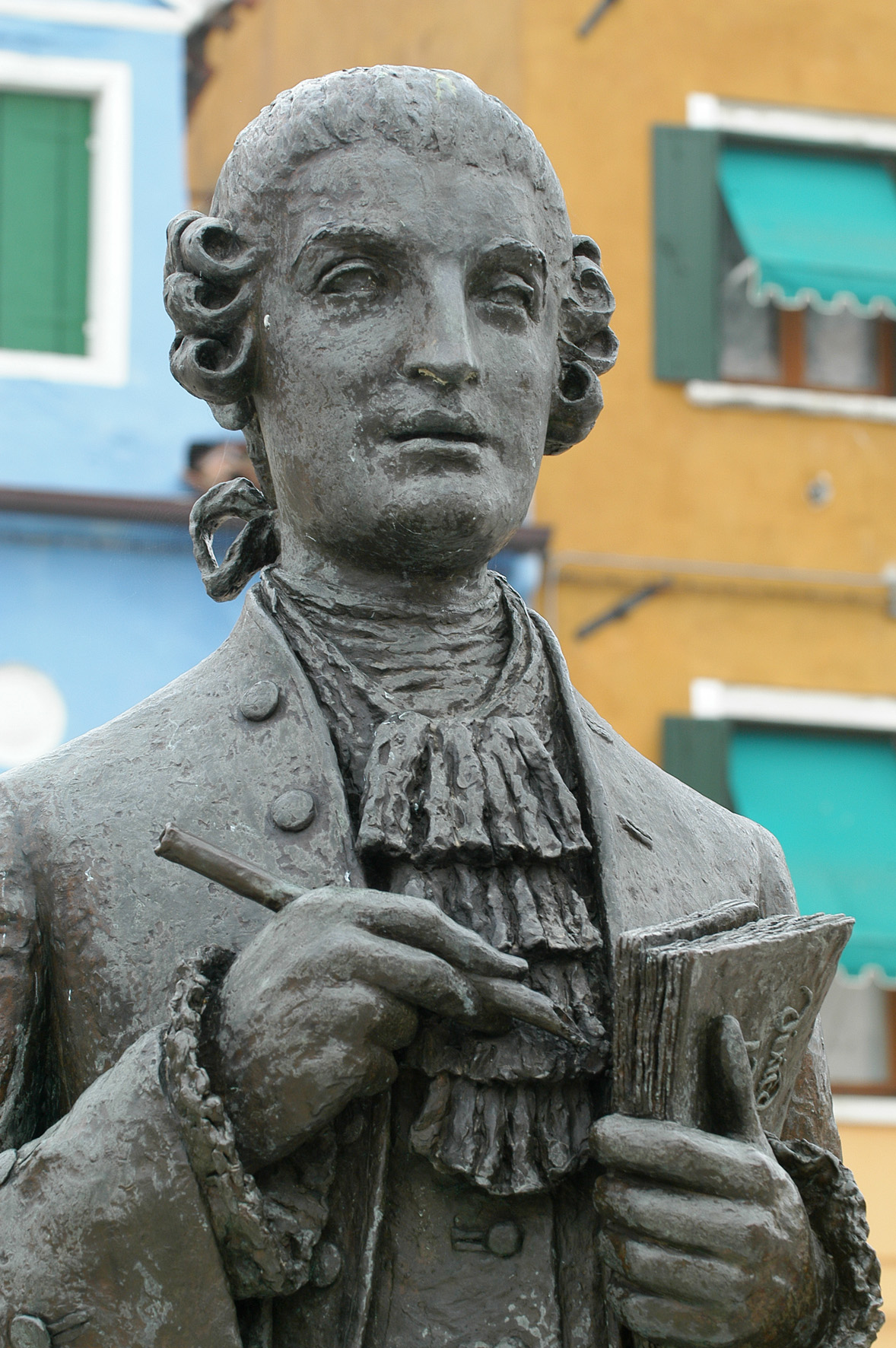
Baldassare Galuppi
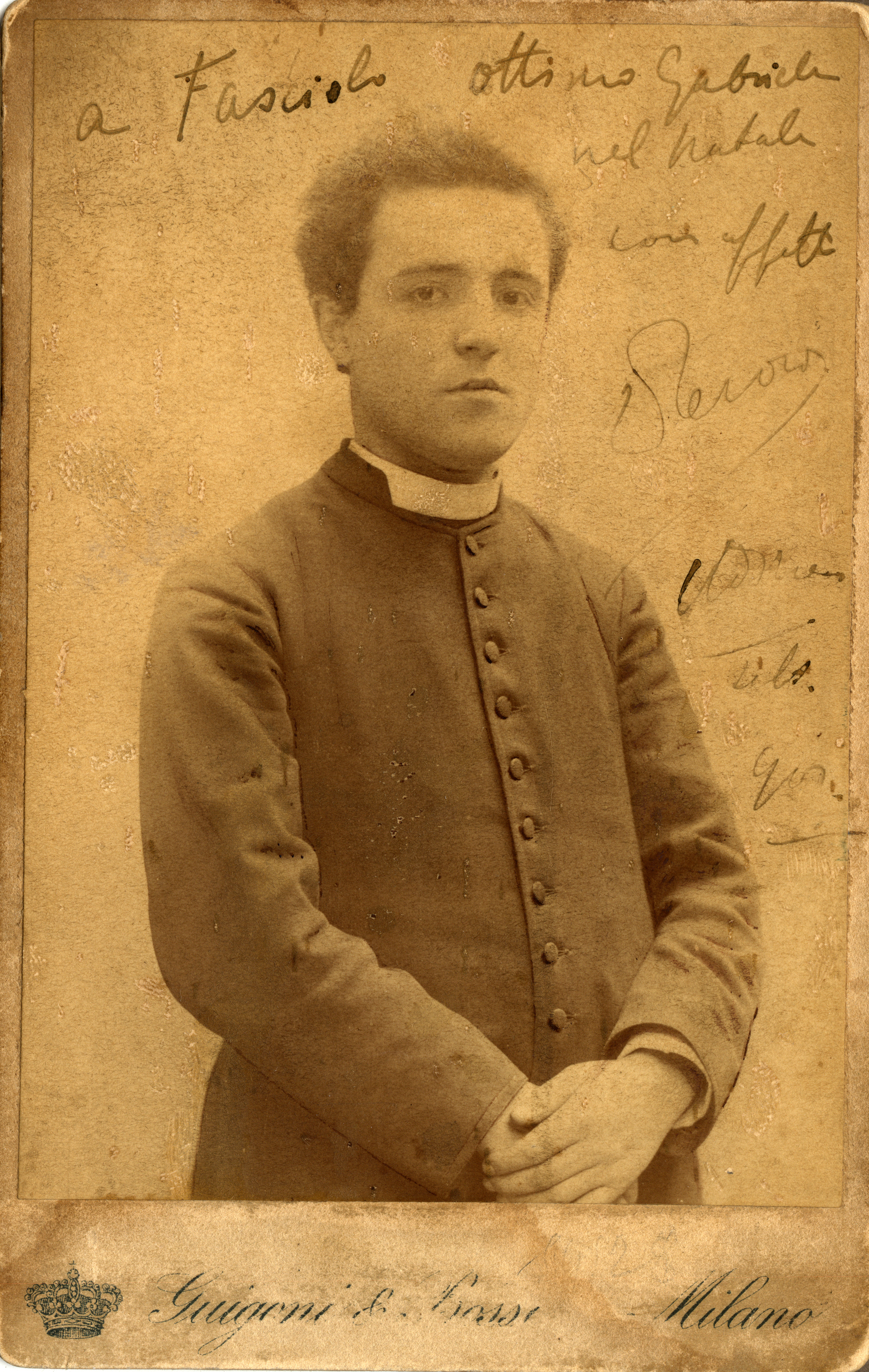
Don Lorenzo Perosi
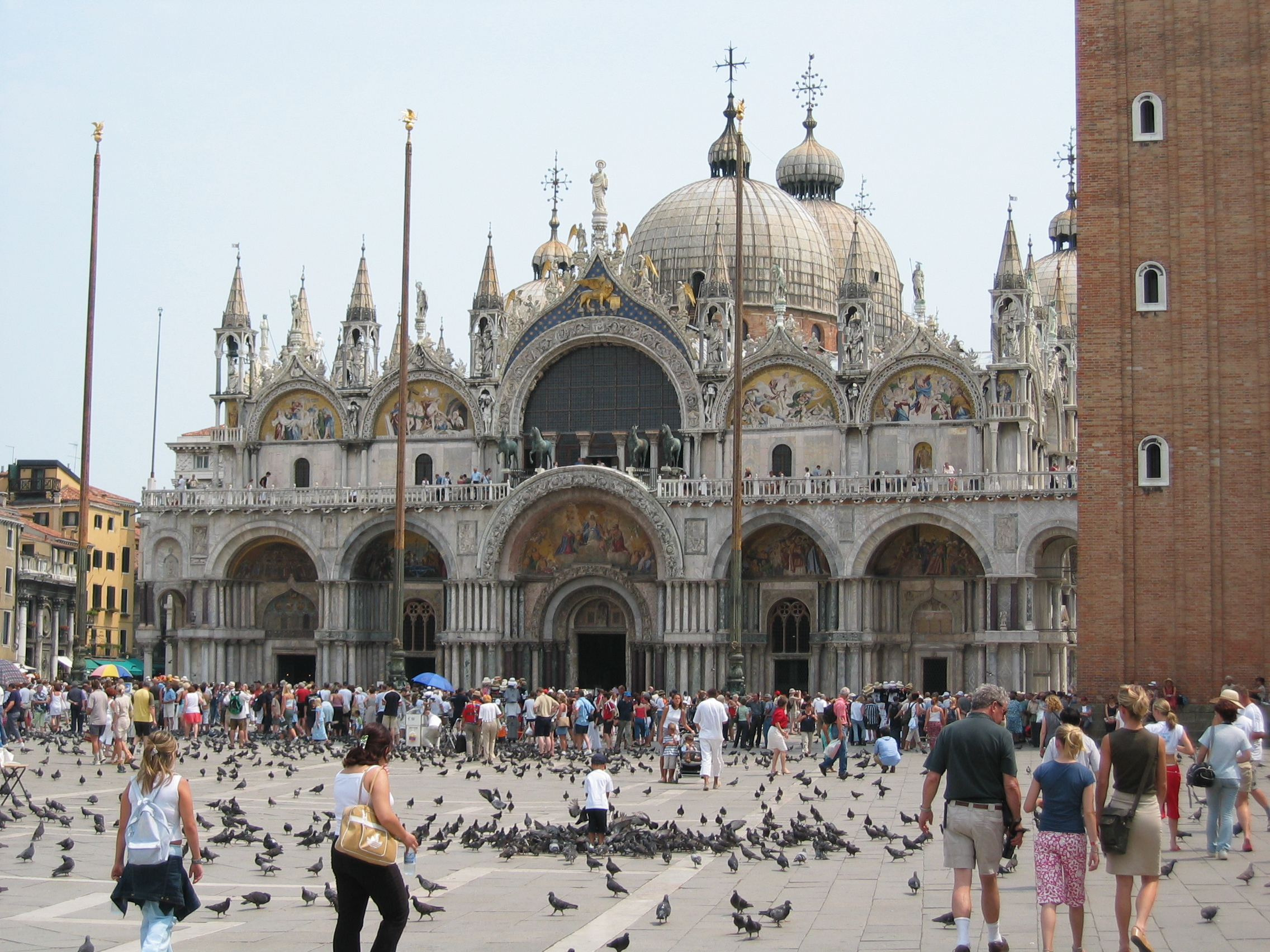
Facciata della basilica rivolta verso la piazza